# Utsiktens BK
Maillots
L'Utsiktens BK est un club suédois de football basé dans la ville de Göteborg en Suède, et fondé en 1935.

## Histoire
Le club accède pour la première fois à la deuxième division à l'issue de la saison 2014 de Division 1 Södra. L'Utsiktens BK étant sacré champion cette saison-là et donc promu, joue sa première saison de Superettan en 2015 mais est relégué en terminant 15e du classement du championnat.
De nouveau vainqueur de la Division 1 Södra en 2021, l'Utsiktens BK retrouve la deuxième division pour la saison 2022.
Lors de la saison 2023 de Superettan, Utsiktens lutte pour une montée première division, se classant à la première place à partir du mois de juin après une victoire face à l'Örebro SK par deux buts à un. Emmené par son buteur Lucas Hedlund (en), Utsiktens bat notamment le 18 août 2023 l'un de ses principaux concurrents pour une promotion, le Västerås SK (4-0 score final) et reste en tête du championnat pendant une bonne partie de la saison. Cependant, une série de huit matchs sans victoires de fin août à début octobre fait redescendre l'équipe au classement, qui parvient toutefois à finir troisième du championnat et peut ainsi disputer les barrages de promotions, qu'elle dispute contre l'IF Brommapojkarna. L'Utsiktens BK échoue toutefois, en étant battu lourdement au match aller à domicile (0-7) et faisant match nul au retour (0-0). Utsiktens reste en deuxième division tandis que l'IF Brommapojkarna garde sa place dans l'élite.

## Palmarès
- Division 1 Södra
  - Champion (2) : 2014 et 2021